# Hélio Gracie
Hélio Gracie (Pronuncia in portoghese: (ɛlju ɡɾejsi), (Belém, 1º ottobre 1913 – Petrópolis, 29 gennaio 2009) è stato un artista marziale brasiliano che, insieme al fratello Carlos Gracie, fondò l'arte marziale del Gracie Jiu-Jitsu, internazionalmente nota come Brazilian Jiu-Jitsu (BJJ) o jiu jitsu brasiliano. Secondo Rorion Gracie, suo padre, Helio Gracie è uno dei primi eroi sportivi della storia brasiliana; è stato nominato uomo dell’anno nel 1997 dalla rivista statunitense di arti marziali Black Belt Magazine. Egli è stato il padre di Rickson Gracie, Royler Gracie, Royce Gracie, Relson Gracie, e del cofondatore dell'Ultimate Fighting Championship (UFC), Rorion Gracie. Secondo uno dei suoi avversari più importanti, Masahiko Kimura, Gracie aveva il 6º dan di judo.

## Biografia

### Primi anni
Hélio Gracie nacque a Belém do Pará, in Brasile. Quando aveva 16 anni, ebbe l'opportunità di insegnare il jujutsu (il judo a quel tempo era comunemente indicato come Kano Jiu Jitsu o semplicemente Jiu Jitsu), e questa esperienza lo portò a sviluppare il Brazilian Jiu Jitsu. Quel giorno, il direttore della Banca del Brasile, Mario Brandt, si era recato nella prima Gracie Academy di Rio de Janeiro per una lezione privata, come era uso a quel tempo. L'istruttore, Carlos Gracie, era in ritardo e non era presente. Hèlio si offrì di iniziare la lezione. Quando il ritardatario Carlos arrivò offrendo le sue scuse, l'allievo lo assicurò che non era un problema ma chiese che gli fosse permesso di continuare la lezione con Hélio. Carlos accettò e Hèlio fece la sua prima lezione da istruttore.
Tuttavia, Hèlio si rese conto che pur conoscendo molto bene le tecniche dal punto di vista teorico, i movimenti erano molto più difficili da eseguire. Infatti, a causa della sua corporatura minuta, si rese subito conto di come in molti movimenti del judo fosse necessaria la forza bruta, che non si confaceva alla sua piccola statura. Di conseguenza, iniziò ad adattare il judo ai suoi particolari attributi fisici e attraverso tentativi ed errori imparò a massimizzare le posizioni e le leve, riducendo così al minimo la forza che doveva essere esercitata per eseguire una mossa. Da questi esperimenti, nacque il Gracie Jiu-Jitsu, più tardi conosciuto come Brazilian Jiu-Jitsu. Usando queste nuove tecniche, le persone più piccole e più deboli acquisirono la capacità di difendersi e persino sconfiggere gli avversari molto più grandi.

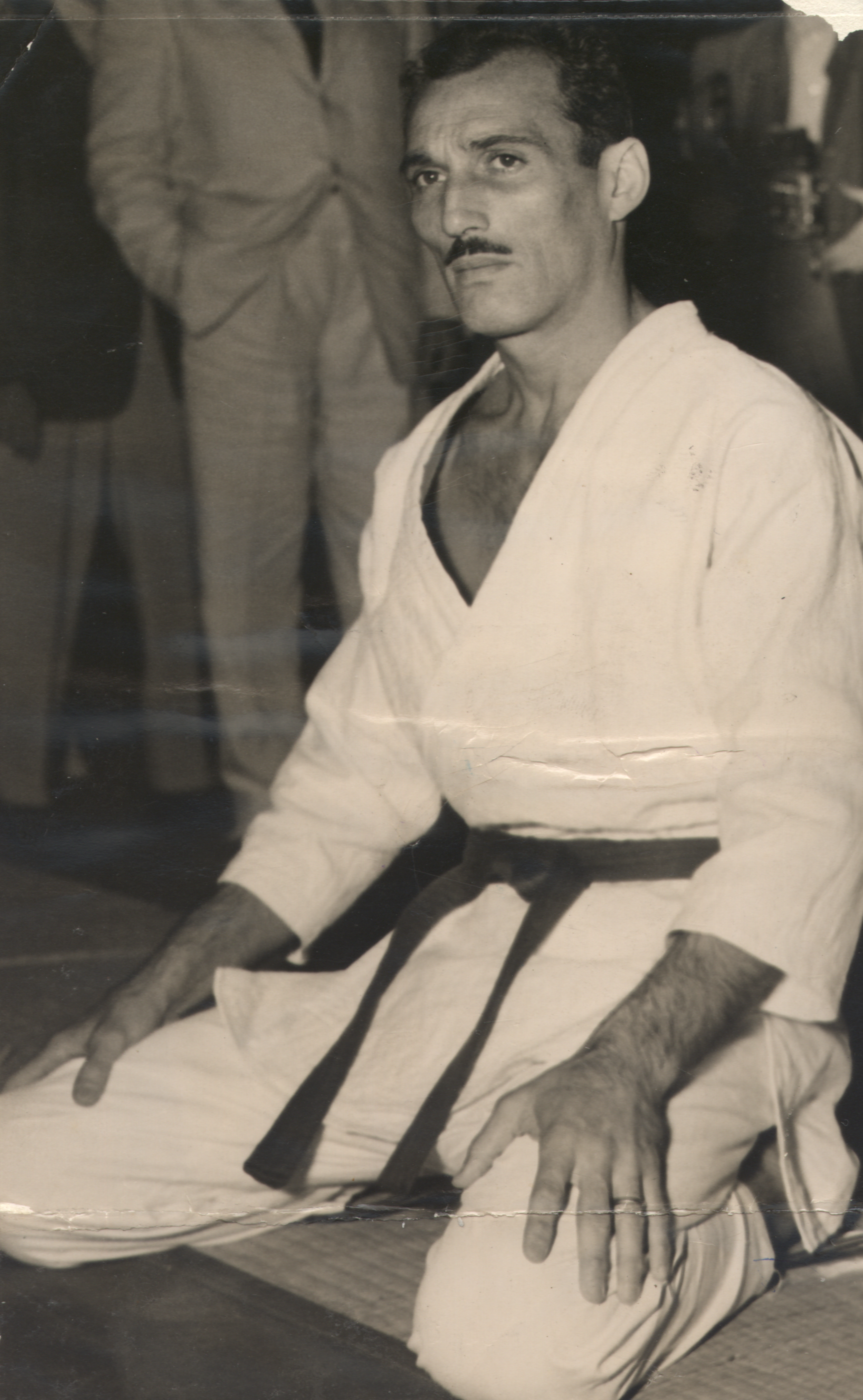
Hélio Gracie (1952).

### L'arresto
Hèlio Gracie è stato coinvolto in uno scontro col maestro Manoel Rufino dos Santos nel 1932, all'età di 19 anni. 
Molti anni dopo, in un'intervista alla rivista Playboy si rammaricò di quell'episodio:
"Fu 66 anni fa che commisi uno dei miei più grandi errori. Un famoso atleta brasiliano (un ex campione di lotta libera) Manoel Rufino dos Santos, dichiarò pubblicamente che stava per mostrare al mondo come i Gracie non valessero niente. Il fatto avvenne presso il Circolo Tennis Tijuca di Rio. Io risposi "Sono venuto a rispondere alla dichiarazione che hai fatto." Gli diedi un pugno e lo gettai a terra, procurandogli due fratture alla testa, e una alla clavicola. Ma fu un atto folle. Oggi non potrei mai ripetere un atto simile."
Hèlio venne perseguito e condannato a due anni e mezzo di carcere. Venne presentato appello dall'avvocato Romero Neto, alla Corte Suprema, ma la sentenza fu confermata. La Corte sentenziò: "Oggi è capitato a Manoel Rufino dos Santos, domani potrebbe capitare a noi." Un paio d'ore dopo tale decisione, il presidente brasiliano Getúlio Vargas graziò Hèlio Gracie. Secondo Hèlio, uno dei suoi allievi aveva un fratello che era ambasciatore ed era molto vicino a Getúlio, e intervenne a favore della famiglia Gracie. Hèlio e Getúlio successivamente si incontrarono molte volte e alla fine Hèlio fu insegnante del figlio di Getúlio, Maneco.

### Carriera
Hèlio ha combattuto 19 incontri professionistici durante la sua carriera. Ha iniziato battendo il pugile professionista Antonio Portugal in 30 secondi nel 1932. In quello stesso anno combatté con il wrestler professionista americano Fred Ebert per quattordici round di 3 minuti. L'evento venne interrotto perché, a quell'epoca, la legge brasiliana non consentiva lo svolgimento di alcun evento pubblico dopo le 2:00 della notte, ma in un'intervista Hèlio ammise che era stato fermato dal medico a causa della febbre alta causata da una gonfiore e dovette subire un intervento d'urgenza il giorno successivo. 
Nel 1934, Hèlio combatté con il wrestler professionista polacco Wladek Zbyszko, che era stato designato come campione del mondo, per tre round di 10 minuti. Anche se il wrestler pesava quasi il doppio rispetto ad Hèlio, il combattimento si concluse in parità. Hèlio sconfisse poi Taro Miyake, un lottatore giapponese professionista e judoka, che aveva avuto una carriera professionistica invidiabile e aveva gareggiato per Ed "Strangler" Lewis negli Stati Uniti d'America. 
Hèlio combatté con diversi lottatori di judo giapponesi e nel 1932 con il judoka giapponese Namiki. Quest'incontro si concluse in parità, anche se quando suonò il termine del round Hélio aveva incastrato a Namiki una leva articolare al braccio. 
Hèlio sconfisse il judoka giapponese dei pesi massimi e lottatore di sumo Massagoishi tramite chiave di braccio e disputò due incontri con Yasuichi Ono, dopo che Ono aveva sottomesso, per strangolamento, George Gracie (fratello di Hélio) in una precedente competizione. Entrambi i combattimenti si conclusero in parità. Hèlio combatté col judoka Yukio Kato due volte. La prima volta, allo stadio Maracanã, finì in parità mentre la rivincita si tenne presso lo stadio Ibirapuera di San Paolo e Hèlio se la aggiudicò con uno strangolamento. In seguito, sempre allo stadio Maracanã, affrontò il judoka Masahiko Kimura che lo sconfisse. In seguito a questo combattimento la tecnica usata per sconfiggere Gracie venne chiamata proprio "Kimura" dai praticanti di Brazilian Jiu Jitsu.
Nel maggio 1955, presso la YMCA di Rio de Janeiro, Hèlio partecipò ad un incontro che durò 3 ore e 42 minuti contro il suo ex allievo Valdemar Santana. Santana mandò al tappeto Hèlio con un calcio.